# 조너선 코치먼
조너선 코치먼(Jonathan Coachman, 1972년 8월 12일 ~) 은 전 WWE 캐스터 및 인터뷰어 이자 현 ESPNews 앵커 겸 레슬링 에터테인먼트 시리즈 해설자이다.

## 경력

### 캐스터
- WWE 캐스터
- 레슬링 엔터테인먼트 시리즈 캐스터

### 앵커
- ESPN SportsCenter 앵커

- ESPNews 앵커

- KMBC-TV 특파원

## 학력
- 멕퍼슨대학

- 맥퍼슨고등학교